# Eldorado (Texas)
Eldorado è un comune (city) degli Stati Uniti d'America e capoluogo della contea di Schleicher nello Stato del Texas. La popolazione era di 1.951 abitanti al censimento del 2010.

## Geografia fisica
Eldorado è situata a 30°51′39″N 100°35′54″W (30.860746, −100.598329).
Secondo lo United States Census Bureau, la città ha una superficie totale di 3,61 km², dei quali 3,61 km² di territorio e 0 km² di acque interne (0% del totale).

## Società

### Evoluzione demografica
Secondo il censimento del 2010, la popolazione era di 1.951 abitanti.

### Etnie e minoranze straniere
Secondo il censimento del 2010, la composizione etnica della città era formata dal 74,32% di bianchi, l'1,18% di afroamericani, lo 0,72% di nativi americani, lo 0,21% di asiatici, lo 0% di oceanici, il 20,4% di altre razze, e il 3,18% di due o più etnie. Ispanici o latinos di qualunque razza erano il 61,25% della popolazione.